# Патрони Гриффи, Джузеппе
Джузе́ппе Патро́ни Гри́ффи (итал. Giuseppe Patroni Griffi, 27 февраля 1921, Неаполь — 15 декабря 2005[…], Рим) — итальянский писатель, режиссёр театра и кино.

## Биография
Из аристократической семьи. После Второй мировой войны переехал в Рим, где в дальнейшем жил и работал. Выступал как в драматическом, так и в оперном театре, как в кино, так и на телевидении.
Художественный руководитель римского Teatro Eliseo (2002—2005). В его фильмах были заняты крупнейшие актёры (Шарлотта Ремплинг, Элизабет Тейлор, Джина Лоллобриджида, Анни Жирардо, Флоринда Болкан, Лаура Антонелли, Марчелло Мастроянни, Теренс Стэмп, Жан-Луи Трентиньян).

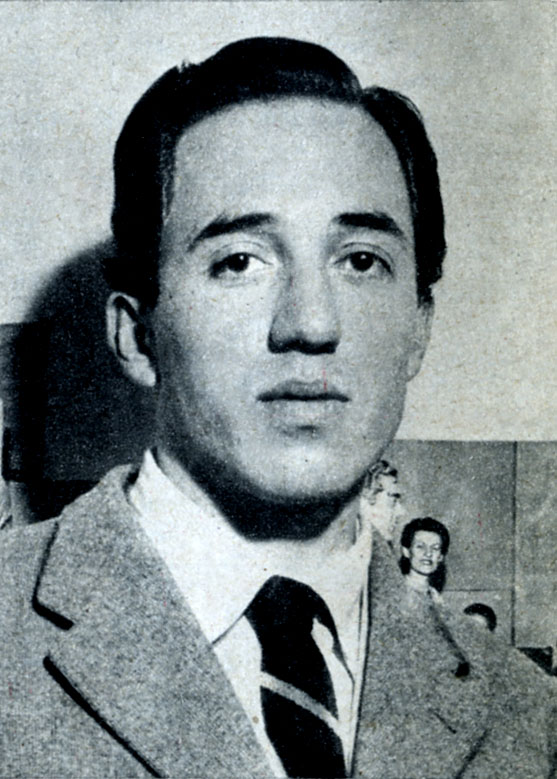
Джузеппе Патрони Гриффи 1958

По сценариям Гриффи ставили фильмы Франческо Рози, Валерио Дзурлини, Роберто Росселини, Альберто Латтуада и др.

## Театральные постановки

### Драмы
- Собачий вальс Леонида Андреева (1977)
- Трактирщица Гольдони (1986)
- Ромео и Джульетта Шекспира (1995)
- Шесть персонажей в поисках автора Пиранделло (1997)
- Сирано де Бержерак Ростана(2000)
- Убийство в соборе Т. С. Элиота
- Неаполь — город миллионеров Эдуардо Де Филиппо

### Оперы
- Бруно Мадерна Il mio cuore è nel sud, радио-опера (1950)
- Так поступают все
- Трубадур
- Богема

## Избранная фильмография
- Море/ Il mare (1962)
- Неаполь ночью и днем/ Napoli notte e giorno (1969)
- Приходи как-нибудь вечером поужинать / Metti una sera a cena (1969)
- Жаль, что она блудница/ Addio, fratello crudele (1971, по пьесе Джона Форда Как жаль её развратницей назвать)
- Место водителя/ Identikit (1974)
- Божественное создание/ Divina creatura (1975)
- Клетка/ La gabbia (1985)
- Римлянка/ La romana, телесериал по Альберто Моравиа (1988)
- Тоска/ Tosca, телевизионный фильм (1992, Прайм-тайм премия «Эмми»)
- Травиата в Париже/ La traviata a Paris, телевизионный фильм (2002, Прайм-тайм премия «Эмми», Prix Italia)[4]

## Литературные произведения
- Паренек из Трастевере/ Ragazzo di Trastevere (1955)
- Scende giù per Toledo, роман (1975)
- Gli occhi giovani (1977)
- Prima del silenzio (1981)
- Смерть красоты/ La morte della bellezza, роман (1987, нем. пер. 1995)
- Del metallo e della carne, роман (1992)
- Tutto il teatro, пьесы (1999)
- Allium, роман (2001)

## Признание
Дважды лауреат премии Эмми. Premio Napoli (2005).